# Айзенштейн Семен Мойсейович
Айзенштейн Семен Мойсейович, (13 (25) січня 1884 , Київ  — 3 вересня 1962 , Челмсфорд ) — підприємець, радіоінженер (Україна, Росія, Велика Британія). Один із піонерів радіотехніки в Україні та Росії.

## Біографія
Народився 13 (25) січня 1884 в м. Києві в родині пінського міщанина (за іншими відомостями — купця 1-ї гільдії) Мойсея Львовича Айзенштейна та Сіми-Леї Семенівни, уродженої Моргуліної. Навчався в Київському та Берлінському університетах, Шарлоттенбурзькому політехнічному інституті (Берлін). Родина мешкала на нинішній вул. Саксаганського та у Музичному провулку, по сусідству з телеграфною та телефонною станціями, що, ймовірно, зацікавило допитливого підлітка. Останньою його київською адресою була вул. Рейтарська, 5.
Захоплений винахідництвом, 1901 року демонстрував у Києві радіозв'язок на короткі відстані, 1904 — одержав патент на апарат бездротового телеграфу, організував приватну лабораторію для виконання замовлень військового відомства на виготовлення радіоапаратури. Збудував експериментальні радіостанції в Києві та Жмеринці, що дозволило встановити радіозв'язок Київ - Жмеринка - Одеса - Севастополь.
1907 року С. Айзенштейн заснував і очолив у Петербурзі Акціонерне товариство бездротових телеграфів та телефонів, розробив проекти радіостанцій у Севастополі (1910), Москві (Ходинська і Тверська, 1914), Царському Селі (1915). У 1915 році керував першими спробами радіозв'язку з підводними човнами на довгих хвилях.
У 1914-18 роках в лабораторії Товариства були створені одні з перших у Росії радіолампи та радіоапаратура. Після 1917 року  винаходи С. Айзенштейна зацікавили нову владу. Він увійшов до керівництва «Об'єднання державних електротехнічних підприємств слабкого струму», брав участь у будівництві радіостанції на Шаболовці в Москві, був одним з розробників проекту радіомережі Радянської Росії. Разом з тим винахідника кілька разів арештовували чекісти. 1921 року, уникаючи переслідувань, С. Айзенштейн нелегально залишив Росію і через Латвію виїхав до Європи. Досі залякані репресіями київські родичі побоюються його згадувати!
З 1922 року винахідник працював у фірмі «Марконі» в Англії, був залучений до будівництва радіотехнічних заводів у Польщі (1922–1935) та Чехословаччині. У 1947-55 роках був генеральним директором компанії «English Electric Valve Co. Ltd.».